# 科洛德尼察 (斯特雷區)
49°13′56″N 23°44′6″E / 49.23222°N 23.73500°E
科洛德尼察（烏克蘭語：Колодниця），是烏克蘭西部利沃夫州斯特雷區赫拉博韦茨-杜利贝市镇内的村庄。始建於1395年，面積10.24平方公里，海拔高度316米，2001年人口368，人口密度每平方公里35.94人。